# Orzeł za najlepszą drugoplanową rolę męską
Laureaci Orłów w kategorii najlepsza drugoplanowa rola męska:

## Laureaci i nominowani

### 1999
- 1999 Andrzej Chyra − Dług jako Gerard Nowak
  - Krzysztof Majchrzak − Amok jako „Rekin”
  - Janusz Gajos − Fuks jako śledczy
  - Bohdan Stupka − Ogniem i mieczem jako Bohdan Chmielnicki
  - Krzysztof Stroiński − Tydzień z życia mężczyzny jako Oleś

### 2000–2009
- 2000 Janusz Gajos − To ja, złodziej jako Roman Wyskocz
  - Krzysztof Pieczyński − Daleko od okna jako Jodła
  - Zbigniew Zamachowski − Prymas. Trzy lata z tysiąca jako ksiądz Stanisław Skorodecki
  - Franciszek Pieczka − Syzyfowe prace jako Józef
  - Jan Frycz − Zakochani jako Alfred Bobicki
- 2001 Jerzy Trela − Quo vadis jako Chilon Chilonides
  - Krzysztof Kiersznowski − Cześć Tereska jako ojciec Tereski
  - Jan Frycz − Egoiści jako Filip
  - Maciej Stuhr − Przedwiośnie jako Hipolit Wielosławski
  - Zbigniew Zamachowski − Weiser jako Kołota
- 2002 Jacek Braciak − Edi jako Jureczek
  - Jerzy Trela − Anioł w Krakowie jako kloszard
  - Ed Stoppard − Pianista jako Henryk Szpilman
  - Jan Frycz − Tam i z powrotem jako Piotr Jurek
  - Daniel Olbrychski − Zemsta jako Dyndalski
- 2003 Jan Frycz − Pornografia jako pułkownik Siemian
  - Sławomir Orzechowski − Warszawa jako ojciec Eli Gołębiowskiej
  - Zbigniew Zamachowski − Żurek jako Matuszek
- 2004 Jan Frycz − Pręgi jako Andrzej Winkler
  - Borys Szyc − Symetria jako Albercik
  - Arkadiusz Jakubik − Wesele jako notariusz Jan Janocha
  - Krzysztof Globisz − Zerwany jako nauczyciel
- 2005 Jerzy Stuhr − Persona non grata jako Radca
  - Marek Kondrat − Wróżby kumaka jako Marczak
  - Jerzy Trela − Zakochany Anioł jako „Szajbusek”
- 2006 Krzysztof Kiersznowski − Statyści jako Edward Gralewski
  - Adam Ferency − Jasminum jako ojciec Kleofas
  - Andrzej Chyra − Wszyscy jesteśmy Chrystusami jako Adaś Miauczyński
- 2007 Tomasz Sapryk − Sztuczki jako ojciec
  - Artur Żmijewski − Katyń jako rotmistrz Andrzej
  - Jan Frycz − Korowód jako Zdzisław Dąbrowski
- 2008 Robert Więckiewicz − Ile waży koń trojański? jako Darek
  - Andrzej Hudziak − 33 sceny z życia jako Jurek
  - Rafał Maćkowiak − 33 sceny z życia jako Tomek
- 2009 Janusz Gajos − Mniejsze zło jako Mieczysław Nowak
  - Robert Więckiewicz − Dom zły jako prokurator Tomala
  - Adam Woronowicz − Rewers jako pan Józef

### 2010–2019
- 2010 Adam Woronowicz − Chrzest jako „Gruby”
  - Andrzej Chyra − Wszystko, co kocham jako ojciec Janka
  - Jan Frycz − Różyczka jako pułkownik Wasiak
- 2011 Jacek Braciak − Róża jako Władek, mąż Amelii
  - Wojciech Pszoniak − Kret jako Garbarek
  - Adam Ferency − 1920 Bitwa warszawska jako czekista Bykowski
- 2012 Arkadiusz Jakubik − Drogówka jako starszy sierżant Bogdan Petrycki
  - Dawid Ogrodnik − Jesteś Bogiem jako Sebastian „Rahim” Salbert
  - Maciej Stuhr − Obława jako Henryk Kondolewicz
- 2013 Arkadiusz Jakubik – Chce się żyć jako Paweł Rosiński
  - Adam Woronowicz – Miłość jako Adam Kostrzewski
  - Eryk Lubos – Dziewczyna z szafy jako Dzielnicowy Krzysztof
- 2014 Piotr Głowacki – Bogowie jako Marian Zembala
  - Ireneusz Czop – Jack Strong jako Marian Rakowiecki
  - Adam Woronowicz – Pani z przedszkola jako tata Krzysztofa
  - Arkadiusz Jakubik – Pod Mocnym Aniołem jako terrorysta
- 2015 Wojciech Pszoniak – Excentrycy, czyli po słonecznej stronie ulicy
  - Adam Woronowicz – Demon
  - Marcin Dorociński – Moje córki krowy
- 2016 Arkadiusz Jakubik – Jestem mordercą
  - Dawid Ogrodnik – Ostatnia rodzina
  - Jacek Braciak – Wołyń
- 2017 Arkadiusz Jakubik – Cicha noc jako ojciec Adama
  - Arkadiusz Jakubik – Najlepszy jako kierownik basenu
  - Tomasz Ziętek – Cicha noc jako brat Adama
- 2018 Janusz Gajos – Kler jako arcybiskup Mordowicz
  - Borys Szyc – Zimna wojna jako Lech Kaczmarek
  - Adam Woronowicz – Kamerdyner jako hrabia Hermann von Krauss
- 2019 Łukasz Simlat – Boże Ciało jako ksiądz Tomasz  ex aequo Robert Więckiewicz – Ukryta gra jako dyrektor PKiN
  - Tomasz Ziętek – Boże Ciało jako Pinczer
  - Andrzej Chyra – Mowa ptaków jako Lucjan
  - Sebastian Stankiewicz – Pan T. jako Filak

### 2020–2029
- 2020 Jan Frycz – 25 lat niewinności. Sprawa Tomka Komendy jako więzień „Stary”
  - Andrzej Konopka – 25 lat niewinności. Sprawa Tomka Komendy jako komisarz
  - Maciej Stuhr – Sala samobójców. Hejter jako Paweł Rudnicki
  - Andrzej Chyra – Śniegu już nigdy nie będzie jako żołnierz
  - Łukasz Simlat – Śniegu już nigdy nie będzie jako mąż Wiki
- 2021 Jacek Braciak  – Żeby nie było śladów jako ojciec Jurka
  - Borys Szyc – Bo we mnie jest seks jako Kazimierz Kutz
  - Adam Woronowicz – Moje wspaniałe życie jako Maciek
  - Łukasz Simlat – Sonata jako Łukasz Płonka
  - Andrzej Chyra  – Wszystkie nasze strachy jako ojciec Daniela
- 2022 Andrzej Seweryn – Śubuk jako Feliks
  - Sebastian Fabijański – Apokawixa jako Blitz
  - Andrzej Konopka – Chrzciny jako ksiądz Wiesław
  - Grzegorz Damięcki – Fu*king Bornholm jako Dawid Nowak
  - Mateusz Kościukiewicz – IO jako Mateo
- 2023 Tomasz Schuchardt – Doppelgänger. Sobowtór jako Jan Bitner
  - Robert Więckiewicz – Filip jako Staszek
  - Jacek Braciak – Kos jako Tadeusz „Kos” Kościuszko
  - Robert Więckiewicz – Kos jako rosyjski rotmistrz Dunin
  - Piotr Pacek – Kos jako Stanisław Duchnowski

## Ranking
- 7 nominacji:
  - Jan Frycz − Zakochani, Egoiści, Tam i z powrotem, Pornografia, Pręgi, Korowód, 25 lat niewinności. Sprawa Tomka Komendy
  - Adam Woronowicz − Rewers, Chrzest, Miłość, Pani z przedszkola, Demon, Kamerdyner, Moje wspaniałe życie
- 6 nominacji:
  - Andrzej Chyra − Dług, Wszyscy jesteśmy Chrystusami, Wszystko, co kocham, Mowa ptaków, Śniegu już nigdy nie będzie, Wszystkie nasze strachy
  - Arkadiusz Jakubik − Drogówka, Chce się żyć, Pod Mocnym Aniołem, Jestem mordercą, Cicha noc, Najlepszy
- 5 nominacji:
  - Jacek Braciak − Edi, Róża, Wołyń, Żeby nie było śladów, Kos
- 4 nominacje:
  - Janusz Gajos − Fuks, To ja, złodziej, Mniejsze zło, Kler
  - Robert Więckiewicz − Ile waży koń trojański?, Dom zły, Ukryta gra,** Robert Więckiewicz − Ile waży koń trojański?, Dom zły, Kos
- 3 nominacje:
  - Maciej Stuhr − Przedwiośnie, Obława, Sala samobójców. Hejter
  - Borys Szyc −  Symetria, Zimna wojna, Bo we mnie jest seks
  - Jerzy Trela − Quo vadis, Anioł w Krakowie, Zakochany Anioł
  - Zbigniew Zamachowski − Prymas. Trzy lata z tysiąca, Weiser, Żurek
- 2 nominacje:
  - Krzysztof Kiersznowski − Cześć Tereska, Statyści
  - Dawid Ogrodnik − Jesteś Bogiem, Ostatnia rodzina
  - Tomasz Ziętek – Cicha noc, Pan T.